# Aedes nigromaculis
Aedes nigromaculis é um espécie de mosquito do género Aedes, pertencente à família Culicidae.